# 约翰·齐兹厄姆

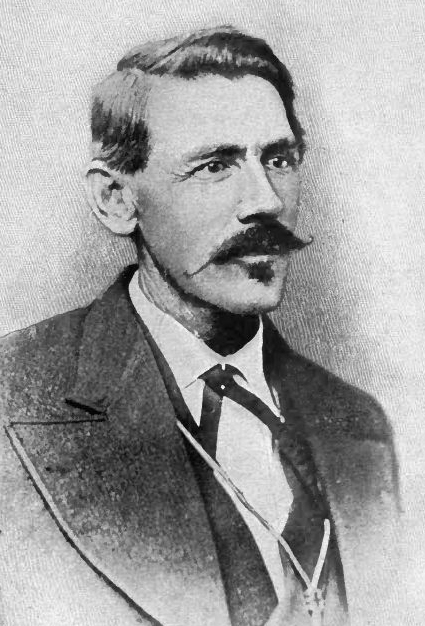
约翰·齐兹厄姆

约翰·辛普森·齐兹厄姆（英語：John Simpson Chisum；1824年—1884年），美国养牛大王。
生于田纳西州哈德曼，后迁往德克萨斯。1854年与人合伙养牛，后迁往新墨西哥发展。至1870年代已拥有6 —10万头牛，为当时世界最多。
1880年为帕特·加雷特竞选郡治安官助选，导致不法活动和劳资冲突。卒于阿肯色。